# Limatula hyperborea
Limatula hyperborea är en musselart som beskrevs av A. S. Jensen 1909. Limatula hyperborea ingår i släktet Limatula och familjen filmusslor. Inga underarter finns listade i Catalogue of Life.